# Безак, Христиан Христианович
Христиан Христианович Безак (нем. Gottlieb Christian Besack; 20 августа 1727, Гросскольциг, Лузация — 4 [16] июля 1800, Санкт-Петербург) — российский педагог, автор сочинений по этнографии и философии.

## Биография
Происходил из старого славянского рода, носившего первоначально фамилию Безацких и изменившего славянское окончание на немецкое во время реформации. Родился в семье пастора 20 августа 1727 года.
Получил в Лейпцигском университете звание магистра философии и состоял там доцентом. Приехал в Санкт-Петербург, по приглашению Ивана Михайловича Греча, инспектора Сухопутного кадетского корпуса. Прибыв в Петербург 17 сентября 1760 года, — в день похорон Греча, — Безак начальством корпуса определен на его место, инспектором корпуса и профессором философских, политических и исторических наук; в этой должности он пробыл почти 40 лет. Безак изучил русский язык настолько, что впоследствии написал книгу «Краткое введение в бытописание Всероссийской Империи» (Петербург, 1785) и, затем, рассуждение «Наставление об изящных действиях просвещенного разума» (Петербург, 1789). При И. И. Бецком и при графе Ангальте, Безак принимал деятельное участие в преобразовании учебной части корпуса. Христиан Христианович имел чин коллежского советника; его знала лично и уважала Императрица Екатерина II, и он был одним из первопожалованных кавалеров ордена Св. Владимира. Кроме упомянутых сочинений, Безак напечатал брошюру на немецком языке «Philosophische Aufsätze», заключающую два трактата: 1) Was ist Lehrmethode? и 2) Ueber Syntesis und Analysis.
Умер в Санкт-Петербурге 4 [16] июля 1800 года.

## Семья
Сын — Павел Христианович Безак.